# Psychotria rugulosa
Psychotria rugulosa är en måreväxtart som beskrevs av Carl Sigismund Kunth. Psychotria rugulosa ingår i släktet Psychotria och familjen måreväxter. Inga underarter finns listade i Catalogue of Life.